# Viggo Johansen

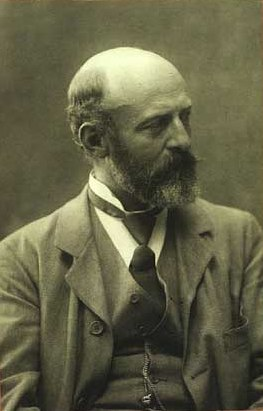
Viggo Johansen

Viggo Johansen (* 3. Januar 1851 in Kopenhagen; † 18. Dezember 1935 ebenda) war ein dänischer Maler und Zeichner.

## Leben und Werk
Viggo Johansen war der Sohn des isländischen Kaufmanns Fred. Christoph Johansen (1804–1874) und dessen Frau Camilla Olivia Petrine (geborene Jepsen, 1815–1892). Von 1868 bis 1875 studierte er an der Königlich Dänischen Kunstakademie in Kopenhagen. Weil er für sein Alter als sehr fortgeschritten galt, durfte er von den Skulpturen zum Zeichnen lebender Modelle wechseln. Nachdem er dreimal vergeblich versucht hatte, die Abschlussprüfung zu bestehen, verließ er die Kunstakademie im Jahre 1875.
Er befreundete sich mit Michael Ancher und wurde 1875 Mitglied der Gruppe der Skagen-Maler. Im Jahre 1876 stellte Johansen ein Bildnis seiner Schwester aus. 1877 folgten die Arbeiten Eine Mahlzeit und Besuch der Nachbarin. Diese Bilder zeugten von großer malerischer Begabung. Die schlichte Naturwahrheit und solide Ausführung der Bilder wurde durch die ältere holländische Malerei beeinflusst. In dieser Zeit hielt er sich in Hornbæk auf. Hier malte er Szenen in kleinem Format aus dem häuslichen Leben der Fischer.
Er war seit dem 12. August 1880 mit Martha (geborene Møller, 1861–1929) verheiratet. Das Paar hatte mehrere Kinder. Von nun an spielten Szenen aus dem Familienleben eine hervorragende Rolle in seiner Kunst. 1882 malte er die lebensgroße Figur Fischfrau in einem Torweg. Es folgten Bilder der Genremalerei mit intimen Badeszenen, Plaudereien am Kamin, Gesang am Klavier, Schularbeiten der Kinder und Festgesellschaften in seinem Heim. Insofern setzte Johansen die Tradition der Eckersbergschule fort.
Die Werke Johansens fanden nun auch im Ausland Beachtung. Johansens Bilder zeigen Interieurs und zahlreiche Landschaften. Seine Farbtechnik zeigt die auflösende Wirkung des Lichtes auf die Farbe; manchmal streift seine Maltechnik den Pointillismus. In einigen seiner Bilder wird eine eigentümliche geheimnisvolle romantische Stimmung erzeugt, die im Gegensatz zu den schlichten Motiven steht. Ein Aufenthalt in Dragør auf Amager war in dieser Hinsicht sehr bedeutsam für ihn. Ab 1885 verzichtete er auf Schwarz in seiner Palette, darin folgte er dem Beispiel der französischen Maler.
In den Jahren 1882, 1884 und 1885 war Johansen, mit Unterstützung der Kunstakademie, auf Reisen. So hielt er sich 1885 in Paris auf. In den Jahren 1885, 1887 und 1889 stellte er in den Niederlanden und Paris aus; wo er auch prämiert wurde.
Für das Gemälde Abendplauderei erhielt er 1886 in Kopenhagen die Thorvaldsensche Ausstellungsmedaille. Auch auf den Weltausstellungen in Wien und Chicago und auf internationalen Ausstellungen in Berlin und München gewann er Medaillen. Um 1900 trennte er sich von den Skagen-Malern, nachdem er Meinungsverschiedenheiten mit Peder Severin Krøyer gehabt hatte.
Im Jahre 1887 wurde er Mitglied der Kunstakademie in Stockholm – später wurde er auch Ehrenmitglied der Stockholmer Akademie. In den Jahren 1888 bis 1906 lehrte Johansen an der Kunstschule für Frauen. 1906 wurde er zum Professor an der Kunstakademie ernannt, eine Aufgabe, die er bis 1920 ausübte. Von 1911 bis 1914 war er deren Direktor. In den Jahren 1898 und 1904 unternahm er Reisen nach Italien.

## Werke (Auswahl)
- Abendplauderei (1886).
- Weihnachtsabend (1891).
- Gänse und Schafe (Dragør 1893).
- Kuhstall (1894).
- Bei Sonnenuntergang (1895).

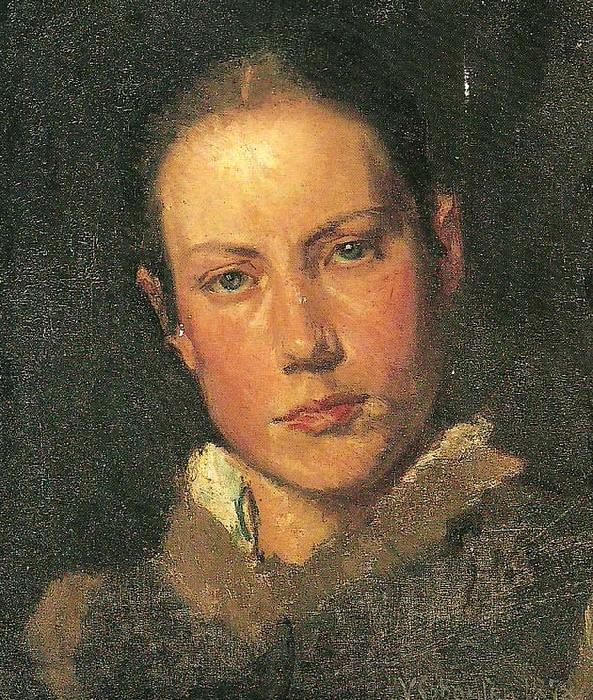
Martha Møller

- Konfirmationstag in Dragør (1895).
- Interieur (1897).
- Abendgesellschaft (1899).
- Vor Sonnenuntergang (1901).
- Unter Künstlern (1903).
- Eine Akademieratsversammlung (1905/08).
- Meine Frau und Töchter.

## Bildergalerie

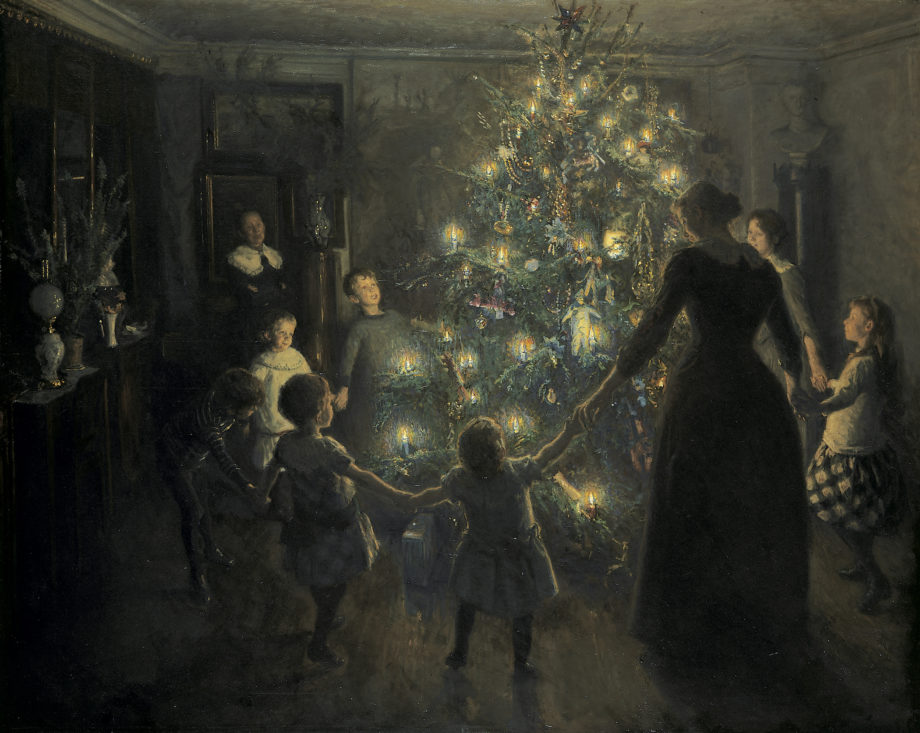
Frohe Weihnachten (1891)
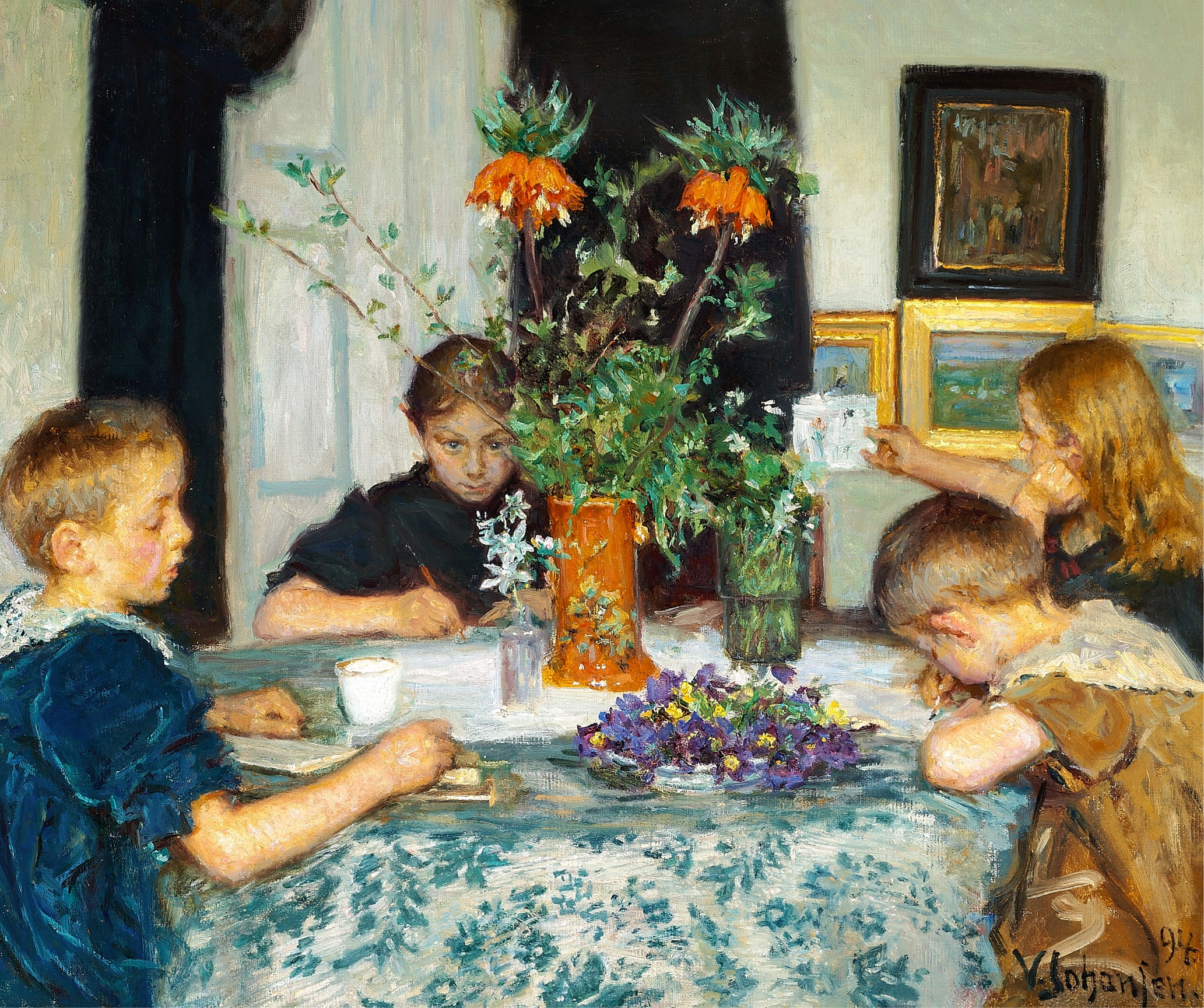
Kinder malen Blumen (1894)
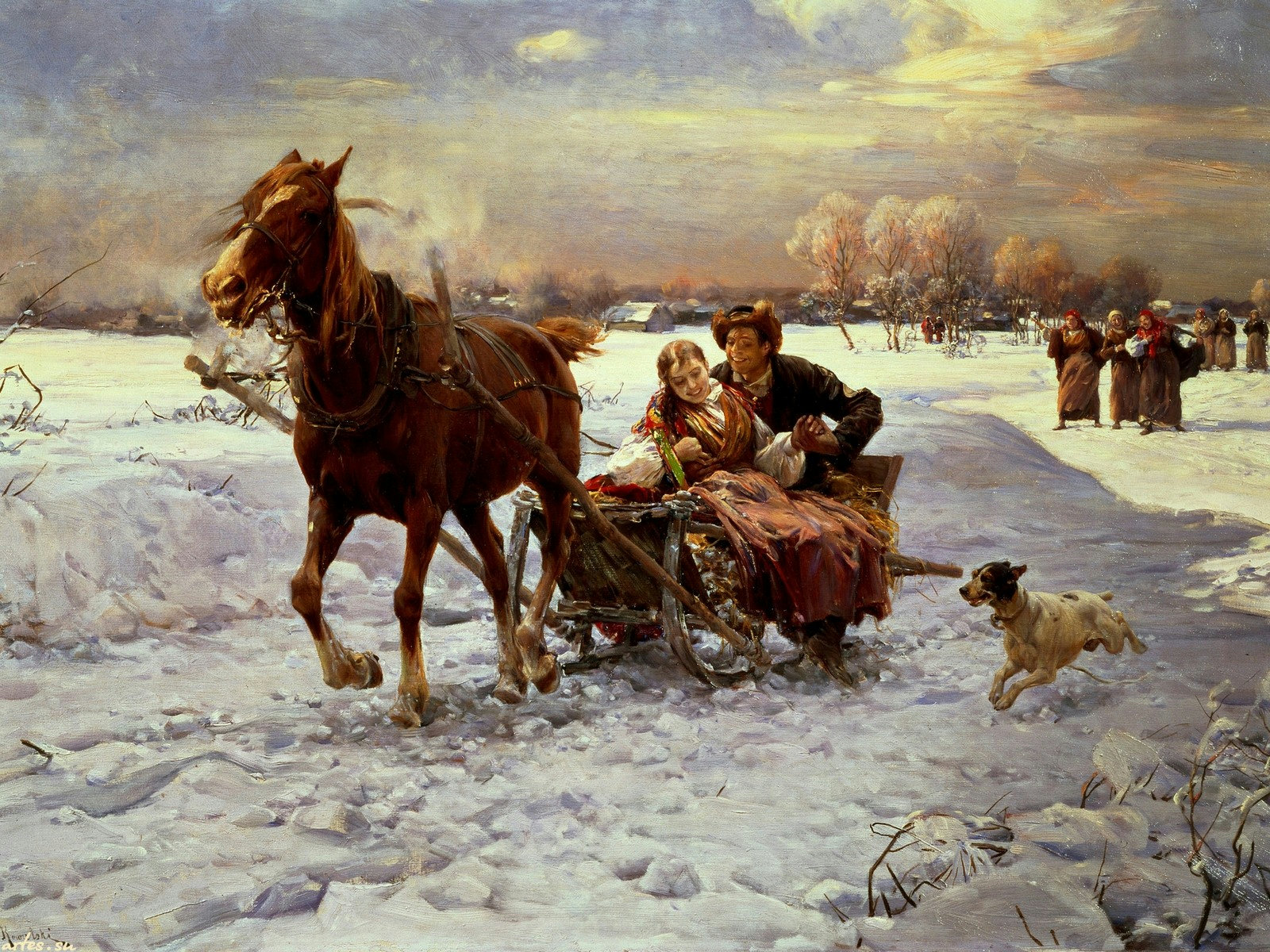
Stille Nacht (um 1900)
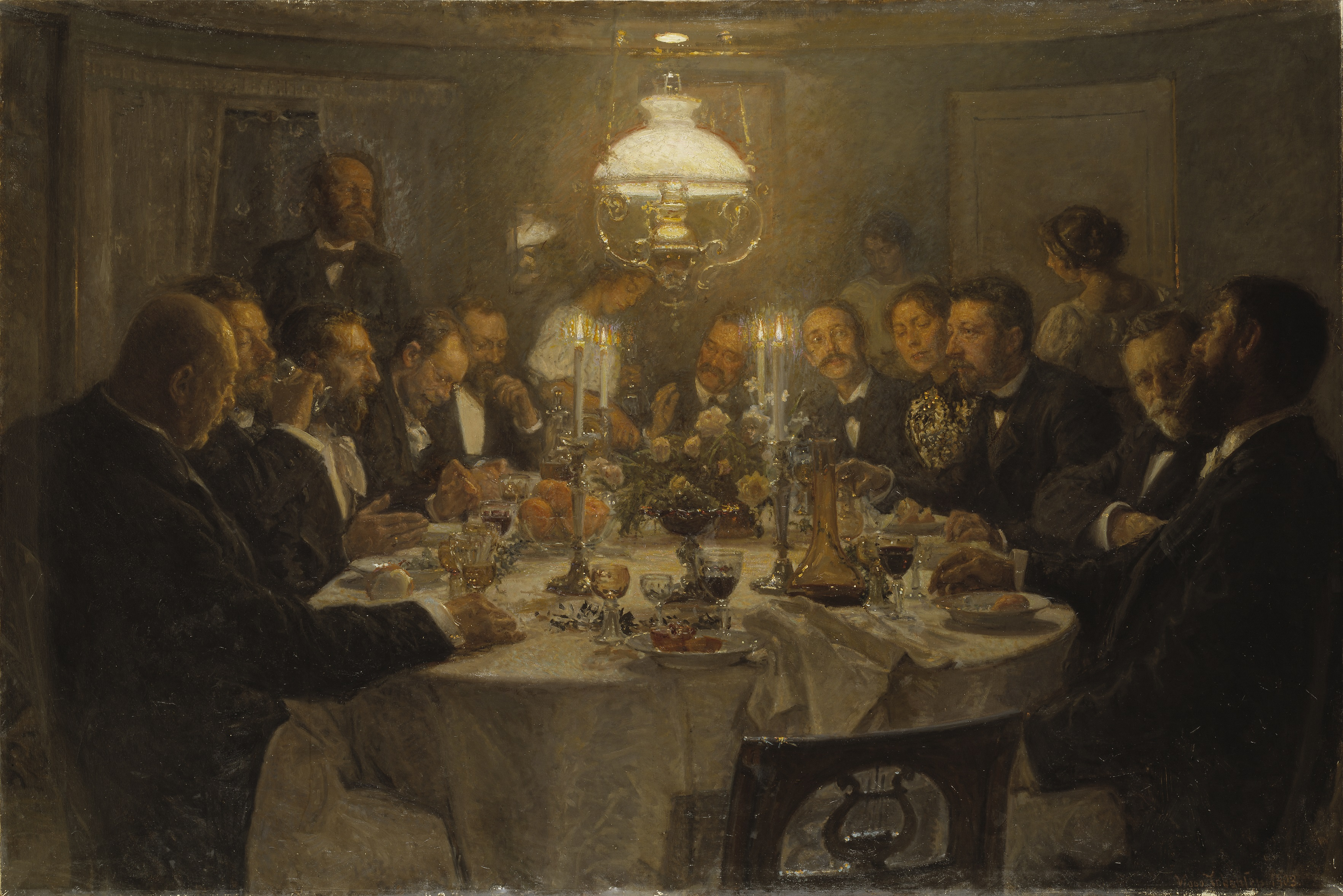
Künstlerfest (1903)
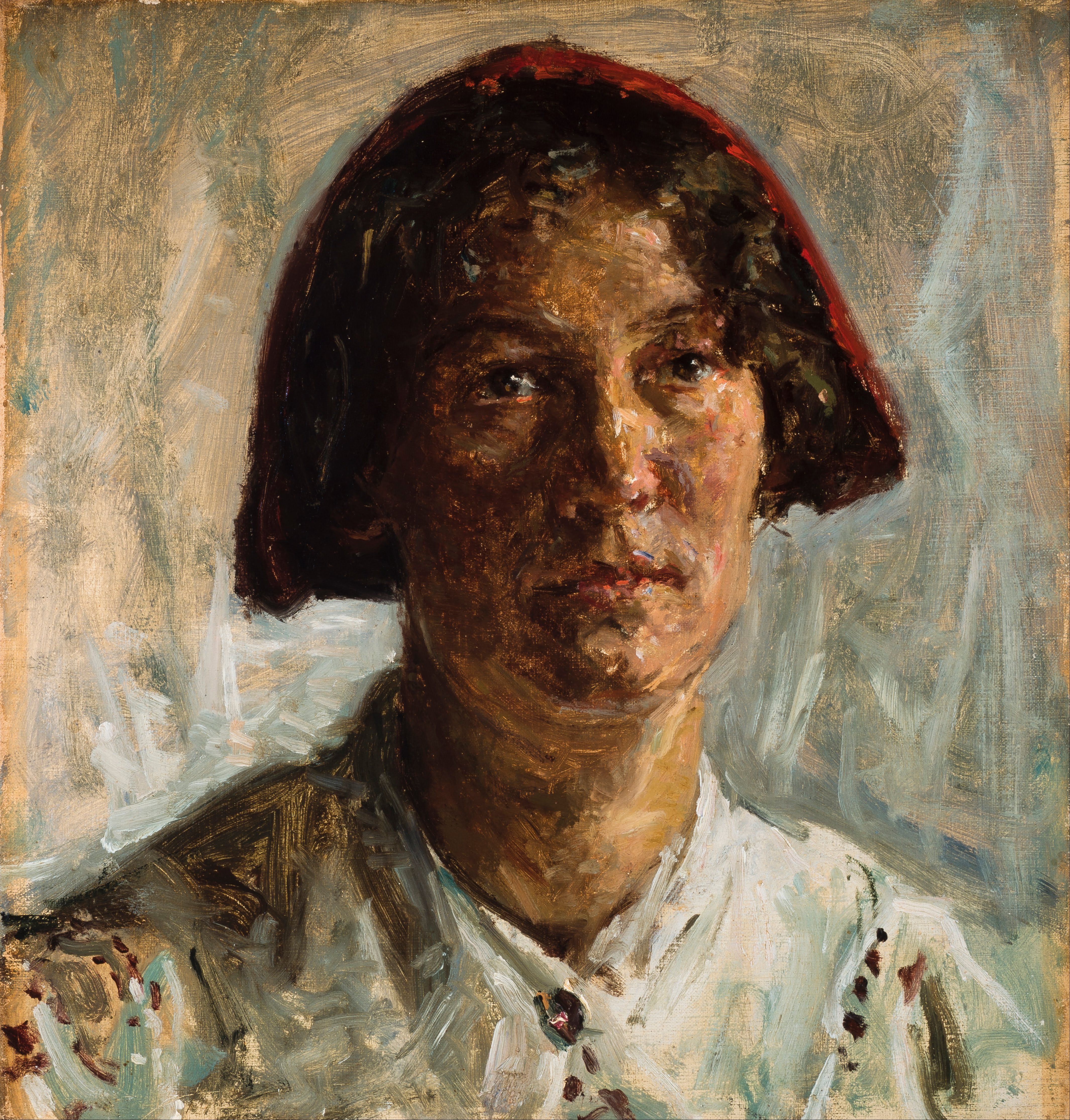
Alice Nordin (1903)
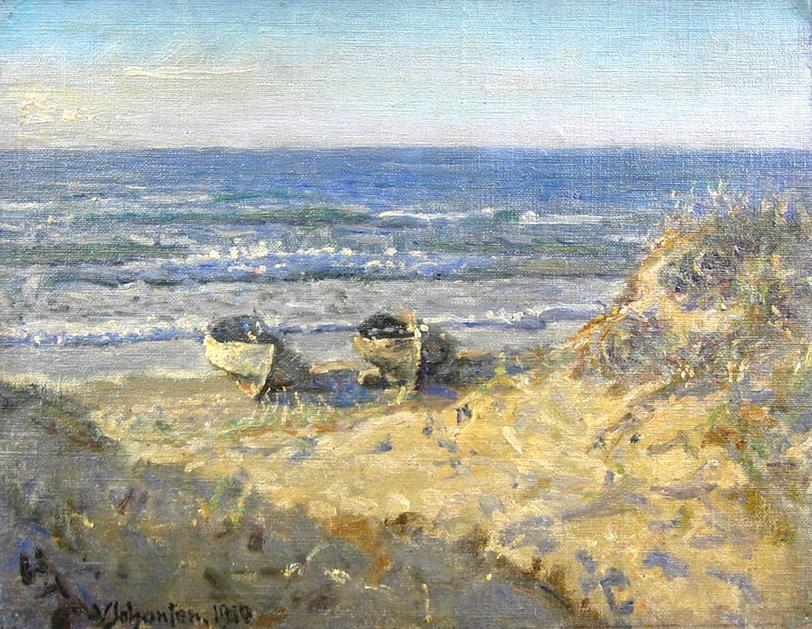
Boote auf dem Skagener Süderstrand (1910)